# کپستن
کپستن (به انگلیسی: Capstan) یک برند سیگار ایجاد شده در بریتانیا است؛ مالک فعلی این برند امپریال توباکو است. این برند در سال ۱۸۹۴ پایه‌گذاری گردید.